# 尼克·沃特尼
尼克·沃特尼（英語：Nicholas Alan Watney，1981年4月25日—）是美國的一位高爾夫球手，現在參加PGA巡迴賽。他是2011年WGC卡迪拉克錦標賽的冠軍。2011年7月，沃特尼在男子高爾夫世界排名首次進入前十位。

## 早期生涯
沃特尼出生在加利福尼亞州沙加緬度。他在戴維斯就讀戴維斯高中時就開始了高爾夫球生涯。他在就讀加州州立大學弗雷斯諾分校期間是大學高爾夫球隊的一員，接受舅舅麥克·沃特尼的指導。但麥克並未給予他侄子獎學金。2003年，沃特尼轉為職業球員。

## 職業生涯
2003年，沃特尼在加拿大巡迴賽賽事劉易斯·奇登瓦紀念賽（Lewis Chitengwa Memorial）上贏得了他的首個職業賽事勝利。翌年他參加了全國巡迴賽。在贏得了賽季末的全國巡迴賽錦標賽之後，沃特尼獲得了PGA巡迴賽的參賽資格。2007年，在經過了兩年的緩慢進步後，沃特尼贏得了他的首個PGA巡迴賽冠軍紐奧良蘇黎世經典賽，這場勝利使得沃特尼的官方世界高爾夫排名首次進入前100位。他在2009年別克邀請賽以一桿優勢奪冠，使得他的世界高爾夫排名達到76位的新高。在2010年PGA錦標賽，沃特尼在進入最後一輪時有三桿的領先優勢。但他在最後一輪的成績只有81桿，導致他的最後名次只有並列第18名。
2011年3月，沃特尼在WGC卡迪拉克錦標賽上獲勝，這是他迄今職業生涯贏得的最重要賽事冠軍和首個世界高爾夫球錦標賽冠軍。他在最後一輪交出67桿的成績，包括四個小鳥球，並在以難度而著稱的第18洞打出一個小鳥球，最終以兩杆優勢領先達斯汀·約翰遜奪冠。在賽后的採訪中，沃特尼表示在兩年前於同一球場舉行的同一賽事中，他就獲得了第二名。在此次勝利之後，沃特尼的世界高爾夫排名提升到第15位。
在同年7月，沃特尼以兩杆優勢戰勝崔京周，獲得AT&T國家賽的冠軍，也是他在這一年的第二個冠軍。他在這場比賽的第三輪打出62桿的好成績，創出比賽球場的新紀錄，更在後9洞打出了27桿的成績，追平PGA巡迴賽歷史上第二低九洞桿數（最低紀錄是柯里·帕文於2006年在密爾沃基公開賽上創造的26桿成績）。在最後一輪比賽中，沃特尼未有任何柏忌，得以獲得他的第四個PGA巡迴賽冠軍。這場勝利使得沃特尼在聯邦快遞杯積分排名上達到首位，並生涯首次排入世界高爾夫排球前十位。在2011賽季PGA巡迴賽獎金排行榜上，沃特尼排名第三位。在2011年的總統杯比賽中，他在最後一天戰勝崔京周，對美國隊戰勝國際隊發揮了至關重要的作用。最終美國隊以19比15戰勝國際隊。
在2012年美國高爾夫公開賽上，沃特尼在第17洞打出了雙老鷹球，成為美國公開賽歷史上僅有的打出雙老鷹球的三人之一（另外兩人是1985年的陳志忠和2010年的肖恩·邁克。
在2012年8月，沃特尼贏得了巴克萊高球賽冠軍，這是他首次贏得聯邦快遞杯季后賽冠軍。他最後以三桿優勢戰勝布蘭特·斯內德克奪冠，並因此在聯邦快遞杯積分榜上領先。但最後因羅伊·麥克羅伊贏得了兩項季后賽賽事，沃特尼最終在聯邦快遞杯排名第四。這一賽事，沃特尼在PGA巡迴賽獎金排行榜上排名第22位。2012年10月，在PGA巡迴賽賽季結束之後，沃特尼贏得了亞洲巡迴賽賽事CIMB經典賽冠軍。他在最後一輪打出61桿的成績。
2013年，沃特尼在BMW錦標賽獲得第二位、農夫保險公開賽獲得第四位、巴克萊高球賽獲得第九位、聖地兄弟會兒童醫院公開賽和富國錦標賽獲得第十位。沃特尼在這個賽事的PGA巡迴賽獎金排行榜上排名第24位。2014年，沃特尼在溫德漢姆錦標賽排名第四位，在巴拉庫達錦標賽上獲得第八名，這也是他僅有的兩次進入賽事前十名。在PGA巡迴賽獎金排行榜上也只排名110位。
2015年，沃特尼在AT&T圓石灘配對賽獲得第二名，在農夫保險公開賽上獲得第七名，在AT&T拜倫尼爾森高球賽上獲得第十名。他在PGA巡迴賽獎金榜的排名也提高到55位。但在2016年，沃特尼只參加了5次比賽之後就因傷病而暫時停止參加比賽，專心治療。2016年10月之後，沃特尼恢復參加PGA巡迴賽。

## PGA巡迴賽冠軍
| 說明                  |
| 世界高爾夫錦標賽（1） |
| 聯邦快遞杯季后賽（1） |
| 其他PGA巡迴賽（3）    |

| 次數 | 日期          | 賽事               | 成績            | 低於標準桿數 | 領先桿數 | 亞軍            |
| ---- | ------------- | ------------------ | --------------- | ------------ | -------- | --------------- |
| 1    | 2007年4月22日 | 紐奧良蘇黎世經典賽 | 69-67-68-69=273 | −15          | 3桿      | 肯·杜克         |
| 2    | 2099年2月8日  | 別克邀請賽         | 69-69-71-68=277 | −11          | 1桿      | 約翰·羅林斯     |
| 3    | 2011年3月13日 | WGC卡迪拉克錦標賽  | 67-70-68-67=272 | −16          | 2桿      | 達斯汀·約翰遜   |
| 4    | 2011年7月3日  | AT&T國家賽         | 70-69-62-66=267 | −13          | 2桿      | 崔京周          |
| 5    | 2012年8月26日 | 巴克萊高球賽       | 65-69-71-69=274 | −10          | 3桿      | 布蘭特·斯內德克 |

## 外部連結
- 尼克·沃特尼在PGA巡迴賽的官方網站
- 尼克·沃特尼在男子高爾夫世界排名的官方網站